# Vinica (Noord-Macedonië)
Vinitsa (Macedonisch: Виница) is een stad in Noord-Macedonië.
Vinitsa staat bekend om het Romeinse fort op een heuvel, waar men over de stad kan uitkijken.